# 君が代行進曲
君が代行進曲（きみがよこうしんきょく）は、吉本光蔵によって作曲された行進曲である。

## 概要
日本国の国歌「君が代」をマーチに編曲した行進曲である。ブラスバンド用の楽譜があり、簡明であるため中学校、高等学校で演奏することがある。
自衛隊制定の行進曲として、現在も演奏されている。

## 作曲者
この曲の作曲者である吉本光蔵は、明治11年初めて一般から公募された海軍軍楽生に応募し、16歳で海軍に入隊した。抜群の成績で明治32年には海軍軍楽隊からは初めての留学生として、ベルリンの王立高等音楽院で音楽全般および教育制度を学んだ。
日露の風雲急を告げてきたことから35年に急きょ帰国し、日露戦争の際は第2艦隊旗艦「出雲」乗組軍楽隊長として出征した。日比谷公園音楽堂における海軍の最初の指揮者として活躍したが、明治40年6月11日に現職のまま物故した。

## 曲調
重厚ともすれば鈍重とも取られがちな君が代のメロディーを、軽快に威厳を損なわずにまとめあげている。トリオのメロディーは、文学博士の外山正一の詩に、伊沢修二が作曲した「皇国の守り」である。

## 全国選抜高校野球大会
昭和27年の第24回選抜高等学校野球大会の入場行進曲として演奏されている。

## 参考資料
- 吉本光蔵 著、三戸知章・編曲 編『君が代行進曲』共同音楽出版社、1959年。全国書誌番号:59004107。
- 陸上自衛隊『君が代行進曲 2分42秒』。
- 『君が代行進曲』帝国海軍軍楽隊、キングレコード、1938年6月。info:ndljp/id/2914029。
- 『君が代行進曲』海軍軍楽隊、キングレコード、1939年2月。